# Campo Ligure
Campo Ligure är en kommun i provinsen Genova i den italienska regionen Ligurien, belägen cirka 25 km nordväst om Genua. ommunen hade 2 854 invånare (2018).
Campo Ligure är känt för hantverket "La Filigrana", som är en konsthantverk med vävning av trådar i guld och silver.

## Historia
Bosättningen grundades under 200-talet då romerska legioner, under ledning av kejsar Aurelianus, byggde ett läger på platsen. Lägret fick namnet Presidium i Appennino Ligure och var ett skydd mot invasionerna av germanska folk.
Lägrets skydd förstärktes på 500-talet under Bysantinska rikets tid, när langobarderna hotade. Läget var mycket strategiskt, omfluten av vatten som lägret var på tre sidor av Ponzema, Stura och Langassino, och med höga vakttorn.

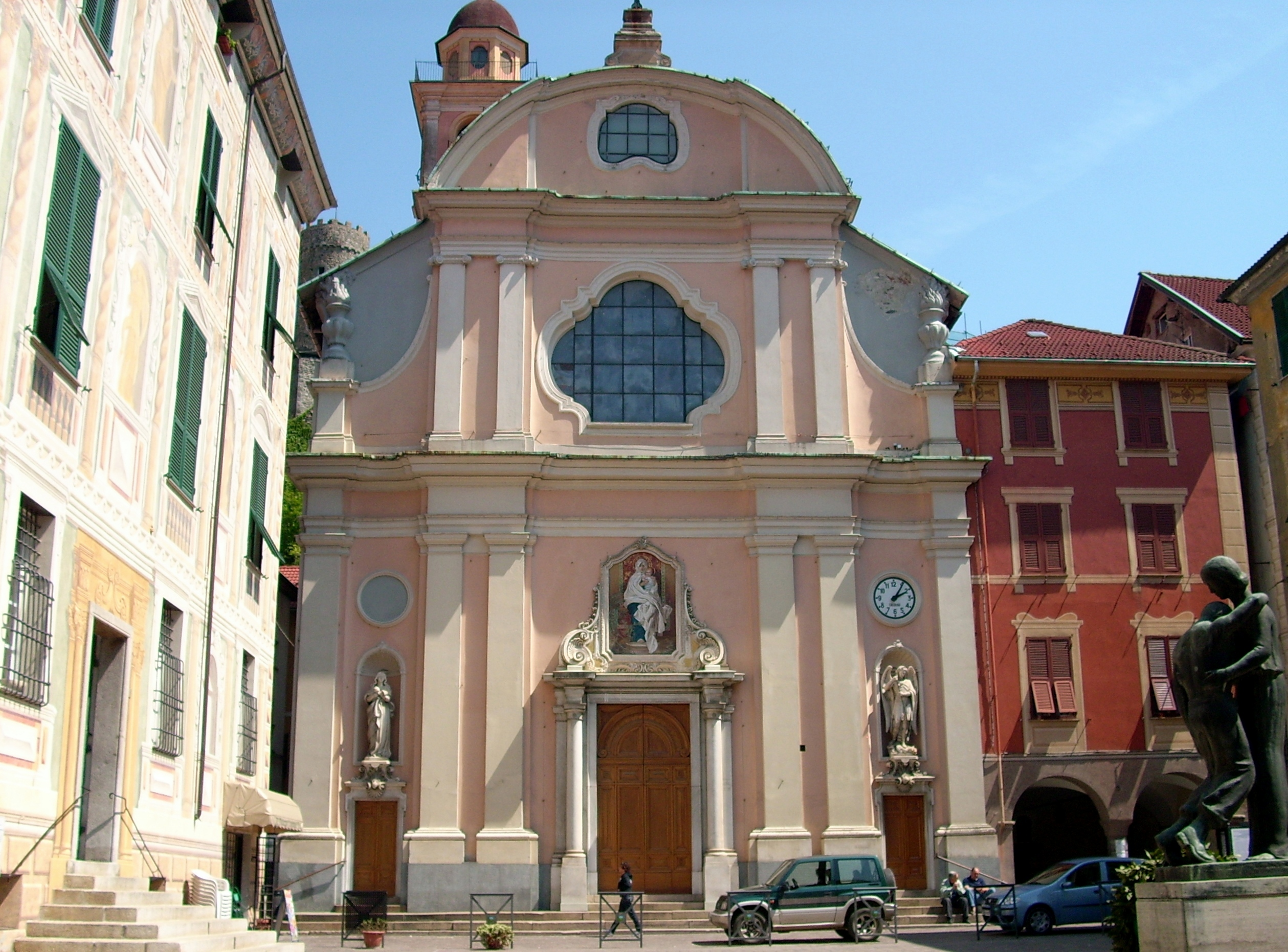
Chiesa della Natività di Maria Vergine

## Sevärdheter
- Chiesa della Natività di Maria Vergine
- Castello di Campo Ligure
- Medeltida stenbro över floden Stura di Ovada
- Montano di Pratorondanino, botanisk trädgård